# بیواندی
شهر بیواندی (به انگلیسی: Bhiwandi) با جمعیت ۸۳۱٫۹۸۵ نفر در ایالت مهاراشترا در کشور هند واقع شده‌است.